# Capão Alto
Capão Alto is een gemeente in de Braziliaanse deelstaat Santa Catarina. De gemeente telt 3.358 inwoners (schatting 2009).